# Capela da Boa Nova (Leça da Palmeira)
A Capela da Boa Nova fica situada em Leça da Palmeira, na atual Freguesia de Matosinhos e Leça da Palmeira, Município de Matosinhos, Distrito do Porto.
Esta capela, de invocação de S. João, esteve durante muitos anos ligada aos eremitas Franciscanos, que se estabeleceram neste local até 1475, onde existia um pequeno mosteiro. A Capela da Boa Nova esteve sempre muito ligada também à população de Leça da Palmeira, aos pescadores de maneira particular, porque ali se celebrava o patrono, com animadas festas populares.